# 傑什布爾縣
賈謝普爾縣是印度的一個縣，位於該國中部，由恰蒂斯加爾邦負責管轄，面積6,205平方公里，識字率為82%，1998年人口743,160，人口密度每平方公里120人。
22°54′N 84°09′E / 22.900°N 84.150°E